# Σ-àlgebra
En matemàtiques, una σ-àlgebra (dita sigma-àlgebra) o tribu sobre un conjunt Ω és una col·lecció no buida Σ de subconjunts de Ω que és tancada sota operacions numerables d'unió, intersecció i complementació de conjunts. Una σ-àlgebra és de fet una àlgebra booleana, completada a fi d'incloure un infinit numerable d'operacions. La parella (Ω,Σ) s'anomena espai mesurable. El concepte de σ-àlgebra és essencial per a poder definir mesures en Σ, amb les quals es pot assignar un nombre real als diferents subconjunts d'un determinat conjunt. El concepte de mesura, a la vegada, és fonamental en anàlisi i en la teoria moderna de probabilitat.

## Definició
Sigui Ω un conjunt no buit, i sigui Σ una col·lecció de subconjunts de Ω. Diem que Σ és una σ-àlgebra si es compleix:
1. El conjunt buit ∅ pertany a Σ.
2. Si un conjunt A pertany a Σ, el seu complementari Ac = Ω \ A també pertany a Σ.
3. La unió d'una col·lecció enumerable de conjunts A1, A₂…, de Σ també pertany a Σ.

En altres paraules, una col·lecció Σ de subconjunts de Ω és una σ-àlgebra si:
1. Σ és no buida.
2. Σ és tancada sota complementació.
3. Σ és tancada sota unions numerables.

Exemple
Donat el conjunt Ω ={a, b, c, d}, una possible σ-àlgebra seria Σ = { ∅, {a,b}, {c, d}, {a, b, c, d}}:
1. els elements de Σ són diferents subconjunts de Ω, entre els quals hi ha el conjunt buit (condició 1).
2. els complementaris de cadascun dels elements de Σ també pertanyen a Σ (condició 2): ∅c = Ω ={a, b, c, d} ∈ Σ; {a, b}c={c, d}∈ Σ, etc.
3. la tercera condició es compleix, ja que totes les possibles unions d'elements de Σ són dins de Σ: el cas menys trivial seria {a,b} ∪ {c,d} = {a,b,c,d}=Ω ∈ Σ.

## Propietats
1. El conjunt complet pertany a l'àlgebra, Ω ∈ Σ (a partir dels punts 1 i 2 de la definició).
2. La σ-àlgebra és també tancada sota la intersecció numerable d'elements (a partir de 2 i 3, i fent servir les Lleis de De Morgan): si per tot n∈N, An∈ Σ, llavors ⋂n∈ N An = (⋃n∈ N An)c ∈ Σ. És a dir, la intersecció d'un nombre finit de conjunts de Σ és un conjunt que pertany a Σ.

## Exemples
Sigui Ω un conjunt qualsevol. Les següents són σ-àlgebres en Ω:
1. La col·lecció formada només pel conjunt buit i Ω: Σ={∅,Ω}.
2. La col·lecció formada pel conjunt de les parts de Ω: Σ=℘(Ω)=2Ω.
3. Si Σa, a∈ I, és una família de σ-àlgebres en Ω, la intersecció de tots els Σa, és a dir, ⋂a∈ IΣa, és també una σ-àlgebra en Ω.

## σ-àlgebres generades
Si U és una col·lecció qualsevol de subconjunts de Ω, podem obtenir una σ-àlgebra a partir de U, denotada per σ(U) i anomenada la σ-àlgebra generada per U. Es construeix com segueix. D'entrada cal remarcar que existeix una σ-àlgebra en Ω que conté la col·lecció U, la σ-àlgebra del conjunt de les parts de Ω. Sigui Φ la família de σ-àlgebres en Ω que contenen U (és a dir, una σ-àlgebra Σ en Ω pertany a Φ si i només si U és un subconjunt de Σ). Llavors definim σ(U) com la intersecció de totes les σ-àlgebres de Φ. La σ-àlgebra generada per U, σ(U), és doncs la σ-àlgebra en Ω més petita possible que conté U.
Exemples
1. σ(∅) = {∅, Ω}.
2. Sigui el conjunt Ω = {1,2,3}, la σ-àlgebra generada pel subconjunt {1} és σ({1}) = {∅, {1}, {2,3}, Ω}. En general, si A∈ ℘(Ω), i A no és ni Ω ni ∅, llavors σ(A) = {∅, Ω, A, Ac}.

σ-àlgebra de tipus numerable. Es diu que una σ-àlgebra Σ sobre Ω és de tipus numerable  o numerablement generada si existeix una família numerable de subconjunts de Ω que generin Σ (vegeu un exemple més endavant). El cas més senzill és quan Σ està engendrada per una partició numerable de Ω, ja que llavors Σ està formada per les reunions disjuntes de subfamílies de la partició. Però tal com diu Neveu "Ens guardarem prou de creure que tota σ-àlgebra de tipus numerable es pot engendrar per una partició numerable de l'espai".
σ-àlgebra de Bórel
Article principal: Σ-àlgebra de Borel
Un exemple important d'àlgebra generada és la  σ-àlgebra de Borel sobre un espai topològic: es tracta de la σ-àlgebra generada pels conjunts oberts (o, de manera equivalent, pels conjunts tancats). Cal remarcar que aquesta àlgebra no és, en general, el conjunt de les parts. Vegeu el conjunt de Vitali per a un exemple no-trivial.
En el cas particular de la σ-àlgebra de Borel sobre el conjunt dels nombres reals, donada l'estructura dels conjunts oberts i la densitat dels nombre racionals, està generada (entre altres possibilitats) pels intervals oberts d'extrems racionals; es tracta, per tant, d'una σ-àlgebra de tipus numerable.

## σ-àlgebra traça
Sigui (Ω, Σ) un espai mesurable i C ⊂ Ω és un subconjunt arbitrari, aleshores la família de conjunts
és una σ-àlgebra sobre C que s'anomena la σ-àlgebra traça sobre C. Vegeu l'analogia amb la definició de topologia traça.

## σ-àlgebra producte
Siguin (Ω1,Σ1) i (Ω2,Σ2) dos espais mesurables. La σ-àlgebra producte sobre Ω1×Ω2, designada per Σ1⊗ Σ2 , és la σ-àlgebra generada per la família de conjunts {A1×A2: A1∈Σ1, A2∈Σ2}. Els conjunts de la forma A1×A2, amb A1∈Σ1 i A2∈Σ2 s'anomenen rectangles mesurables.
La següent propietat és útil per treballar amb espais producte:
Propietat. Considerem dos espais mesurables (Ω1,Σ1) i (Ω2,Σ2) tals que Σ1  (respectivament Σ2) estigui generada per una família J1⊂ Σ1, és a dir,  Σ1=σ(J1)  (resp. Σ2= σ(J2)). Suposem també que Ω1∈J1 i Ω2∈J2. Aleshores
Σ1⊗ Σ2=σ({A1×A2: A1∈J1, A2∈J2}).
De manera similar, donats n espais mesurables, (Ω1,Σ1),..., (Ωn,Σn), la σ-àlgebra producte sobre Ω= Ω1×···×Ωn= ×i=1,...,n  Ωi, Σ1⊗···⊗ Σn=⊗i=1,...,n Σi és la σ-àlgebra generada pels rectangles mesurables A1×···×An amb A1∈Σ1,..., An∈Σn.
També és certa la propietat anterior referida al cas de σ-àlgebres generades.
La definició anterior s'estén al producte d'un nombre numerable d'espais mesurables  (Ωi,Σi), i∈ℕ. Aleshores a σ-àlgebra producte sobre ×i∈ℕΩi, que designarem per ⊗i∈ℕΣi, és la σ-àlgebra generada pels conjunts de la forma  ×i∈ℕ Ai, amb Ai∈Σi. També aquí s'aplica la propietat de les σ-àlgebres generades.
Finalment, si Λ és un conjunt arbitrari d'indexs i  (Ωi,Σi), i∈Λ és una família d'espais mesurables, la σ-àlgebra producte sobre Ω=×i∈Λ Ωi, que designarem per ⊗i∈ΛΣi, és la σ-àlgebra generada per la família de conjunts
amb Ai∈Σi i∈Λ, i pi: Ω → Ω i és la projecció sobre l'espai Ω i. Si Λ és finit o infinit numerable, llavors aquesta definició inclou les anteriors. Vegeu l'analogia amb la definició de topologia producte.
En aquest cas general, la propietat de les σ-àlgebres generades es formula de la següent manera: si Σi=σ(Ji), i∈Λ, llavors
⊗i∈ΛΣi=σ({pi -1(Ai), Ai∈Ji, i∈Λ}).

## Discussió
Les σ-àlgebres són necessàries per definir mesures sobre un conjunt. Una mesura en Ω és una funció que assigna un nombre real als subconjunts de Ω. Es pot pensar en la mesura com la noció precisa de grandària o volum aplicada a conjunts. D'entrada semblaria possible assignar un volum a cadascun dels subconjunts de Ω; ara bé, l'axioma d'elecció implica que, quan la mesura que considerem és la longitud estàndard per als subconjunts de la recta real (la mesura de Lebesgue), existeixen uns conjunts anomenats conjunts de Vitali pels quals no existeix una mesura. És per aquesta raó que es considera una col·lecció més petita de subconjunts privilegiats de Ω, pels quals la mesura sí que està ben definida; aquests subconjunts constitueixen la σ-àlgebra.
Els elements de la σ-àlgebra s'anomenen conjunts Σ-mesurables (o simplement conjunts mesurables quan no hi ha ambigüitat sobre la col·lecció Σ de què es parla). Un parell ordenat (Ω,Σ), on Ω és un conjunt i Σ és una σ-àlgebra sobre Ω, s'anomena espai mesurable.
Una funció entre dos espais mesurables s'anomena mesurable si l'antiimatge de cada conjunt mesurable és també un conjunt mesurable; és a dir, si (Ω,Σ) i (Ω',Σ') són dos espais mesurables, una funció f: Ω ⟶Ω' és mesurable si i només si per a tot E∈ Σ', f-1(E) ∈ Σ.